# Théâtre à la Renaissance
Cet article concerne le théâtre à l'époque de la Renaissance. Pour la salle de spectacles parisienne et la compagnie de théâtre créée en 1838 à l'initiative de Victor Hugo et Alexandre Dumas, voir Théâtre de la Renaissance.
Le théâtre de la Renaissance se veut une résurrection du théâtre antique et rompt avec le théâtre médiéval, rejeté par les écrits théoriques.

## La fin du théâtre médiéval
La Renaissance voit naître la volonté des souverains de mieux contrôler les divertissements populaires subversifs, notamment les sotties qui ridiculisaient régulièrement les membres de la famille royale et de l’Église, avec parfois un contenu politique particulièrement partisan. C'est cependant l’Église, échaudée par la Réforme, qui va promulguer la première interdiction complète : c'est celle des mystères, en 1548. La même année, la première « comédie régulière », à l'imitation de l'antique, est présentée devant le roi Henri II à Lyon : il s'agit de La Calandria, à laquelle le roi et la reine font un triomphe, ainsi qu'à son instigateur Maurice Scève, montrant bien la préférence du pouvoir pour les genres « nobles » hérités de l'antique, et surtout sans référent social contemporain. Plusieurs représentations royales vont par la suite installer la tragédie comme divertissement de cour, mettant à l'occasion en scène la famille royale elle-même. La comédie ne connaîtra pas le même honneur, et après quelques représentations royales tantôt glorieuses tantôt calamiteuses des spectacles d'Etienne Jodelle notamment, tous les types de comédies furent interdits par édit du Parlement de Paris de 1588 à 1594, scellant ainsi le destin du théâtre médiéval et populaire. Cette période vit cependant refleurir l'art du mime comique, celui-ci n'étant pas soumis à la nouvelle loi, et la farce continua d'exister sous des formes plus ou moins clandestines.

## Les dramaturgies
En 1549, Joachim du Bellay encourage les écrivains à restaurer le modèle antique. Si le texte du théâtre médiéval était le produit d'une commande passée par un organisateur à un écrivain anonyme (par exemple pour les mystères), le rapport litt s'inverse alors : ce qui devient premier, c'est l'œuvre, l'écriture dramaturgique, mais aussi les dramaturges, qui ne sont plus anonymes et s'affirment comme écrivains, en brandissant à l'occasion leur portrait en tête du livre, habitude fréquente chez les poètes de la Pléiade.
Ce nouveau théâtre renouvelle les sujets, ceci lui permet de s'ouvrir à de nouveaux horizons parfois délaissée par le théâtre médiéval, où le mystère invitait seulement le croyant à délaisser le pêché et à réintroduire un univers philosophique.
À l'époque, trois ouvrages sont connus par les lettrés,  l'Art poétique d'Horace traduit en 1541, l'Art de la grammaire de Diomède et le traité De la tragédie et de la comédie de Donat. Les principes d'Horace sont généralement appliqués : pièces de 1500 à 2000 vers, majoritairement en vers, découpées en cinq actes avec dans la tragédie interventions de chœurs qui marquent des pauses lyriques à variations multiples. Les dramaturges grecs tels Sophocle et Euripide sont traduits mais c'est surtout Sénèque dont on admire le style et la rhétorique qui va être imité par les premiers tragiques. Pour la comédie, c'est surtout Térence qui servira de modèle, devant Plaute.
La Poétique d'Aristote, traduite pour la première fois en 1571, n’est apparemment que très peu lue par les dramaturges du XVIe siècle, et aucun de ses concepts n’est utilisé par les théoriciens (notamment la catharsis et la mimesis, qui seront centraux à l’âge classique), ce qui autorise à penser qu’elle n’est dans tous les cas pas considérée comme une référence normative majeure. Seuls Jacques Grévin et Jean de La Taille y font vraiment référence, le premier très allusivement dans son Brief Discours pour l’intelligence de ce Théâtre, postérieur à l’écriture de ses comédies (1561), et le second un peu plus précisément — mais toujours sans aborder les concepts qui seront centraux pour la dramaturgie du XVIIe siècle — dans son Art de la Tragédie de 1572, donc lui aussi postérieur d’une décennie à la rédaction de sa comédie. Cependant aucun des deux ne le cite textuellement, alors que Grévin cite Horace, et cite par ailleurs du grec dans le texte et ne reprend précisément aucun de ses concepts ou idées, ce qui peut faire douter d’une lecture de première main. Grévin fait de même référence à Ménandre (« à l’imitation [duquel] nous avons faict les nostres » dit-il dans son Brief Discours) et à d’autres auteurs grecs sans préciser à aucun moment qu’il n’en a jamais lu une ligne. Par ailleurs, on sait que le grand érudit Scaliger, qui eut très probablement accès à des versions de la Poétique en grec ou plus probablement en latin ou en italien (traduit et diffusé en 1549) n’hésite pas dans ses Poetices libri VII (1561) à corriger les dires d’Aristote à l’aune d’Horace, réduisant notamment la portée de la mimesis au profit de la morale et du plaisir, bien représentatif en cela de la doxa critique de l’époque qui semble préférer largement Horace (et surtout Cicéron) à Aristote, bien moins lu et considéré. Un seul témoignage s’oppose peut-être à cette hiérarchie : c’est celui de Jean de La Taille, qui dans son Art de la Tragédie loue « ce propos que ce grand Aristote en ses Poëtiques, & apres lui Horace (mais non avec telle subtilité) ont continué plus amplement & mieux que moy ». Cependant, il est encore une fois difficile de déterminer si La Taille a vraiment lu la Poétique lui-même, étant donné qu’aucune trace n’en subsiste dans son texte (qui paraphrase cependant avec précision Horace). Il faudra donc attendre le début du XVIIe siècle et notamment L’Art poétique de Vauquelin de la Fresnayepour qu’Aristote commence à prendre la position de théoricien de référence « absolue » qu’on lui connaît aujourd’hui, qui ne s’établira définitivement qu’à l’époque de Corneille.

### La tragédie
C'est la tragédie qui occupe la part essentielle de ce théâtre dont l'esthétique se constituera au fur et à mesure de la production, tragédie montrant le malheur des grands et leur retournement de fortune.
L'action est infime, c'est un théâtre de la parole où le personnage agit peu, se lamente, il est la victime souffrante et déplore passivement la catastrophe d'où l'importance de la valeur rhétorique dans le discours et des tirades consacrées à la plainte et à la lamentation. Les sujets sont puisés dans la Bible à travers des grandes figures portées à la scène tel que Moïse, Abraham, Esther mais aussi les mythes grecs : on voit apparaître la tragédie biblique édifiante où, en période de troubles, les auteurs écrivent à l'intention des calvinistes persécutés et renvoient à la condition historique de leur temps. L'histoire (essentiellement l'Histoire de Rome et en fin de siècle surtout l'histoire plus proche, moderne) et les fictions romanesques, tragédies de l'amour et de la vengeance. Théodore de Bèze avec Abraham sacrifiant écrit la première tragédie française qui ne soit pas une adaptation et une traduction d'une œuvre antique et Étienne Jodelle avec Cléopâtre captive écrit la première vraie tragédie française à l'antique, qui exercera une forte influence sur le développement ultérieur du genre en mettant en place une dramaturgie qui perdurera longtemps. Robert Garnier est l'un des plus illustres représentants de ce genre : il fut le plus joué, ses œuvres ont été maintes fois réimprimées et connurent un grand succès en librairie. On peut également citer Antoine de Montchrestien dont la conception de la tragédie lui est très proche et qui oriente ses thèmes vers l'édification morale et religieuse dont le chœur se fait le porteur.

### La comédie

#### LaComédie humaniste
La comédie quant à elle, qui voulut rompre avec la tradition médiévale, ne s'imposa pas, on n'en compte guère plus d'une vingtaine. Elle résulte également de l'imitation des pièces de l'antiquité et essentiellement du comique latin Térence, un des auteurs les plus lus du XVIe, les grecs étant peu connus ou trop politiques (notamment Aristophane). Elle emprunta également à la Commedia erudita, comédie italienne florissante dans la première partie du XVIe elle-même issue de la comédie antique de Plaute et de Térence, représentée en Europe et à la cour de France.
Tout comme la tragédie, la comédie se veut reflet, miroir de la société. Elle raconte comme chez les latins les amours contrariés de jeunes filles et gens mais transposées dans la France de la Renaissance, avec parfois des références à l'actualité telles les guerres de l'époque : les lieux sont parfois familiers du public, certaines pièces se déroulent à Paris, et le cadre permet à l'occasion de peindre le milieu bourgeois à travers l'intrigue. Les français, comme les italiens ont adapté leur théâtre aux mœurs de leur temps.
On peut distinguer deux périodes dans cette production théâtrale, la génération de la pléiade (Grévin, La Taille, Belleau...) qui illustre une approche nouvelle de la Comédie et en ouvre la voie ; on y trouve une intention militante et parfois polémique (notamment L'Eugène de Jodelle), puis la seconde génération, à partir des années 1570 qui ne cherche plus à révolutionner le genre (Pierre de Larivey, Odet de Turnèbe...) mais qui impose la comédie à l'italienne dont l'influence restait très discrète chez les premiers, plus patriotes.

#### Lacommedia dell'arte
L'expression commedia dell'arte fut inventée par Goldoni pour désigner cette forme de dramaturgie en 1750, qu'il contribua à populariser. Elle fit son apparition en France à la Renaissance et diffusa progressivement son théâtre, qui connut un grand succès et certains acteurs une notoriété à partir du XVIIe siècle et surtout au XVIIIe. À partir de canevas ou sogetto esquissés sommairement, on improvise des spectacles, le travail de l'acteur étant un travail de composition et de jeu qui met en relief son talent et où les rôles se répartissent en types. Chaque type se reconnaît par ailleurs au masque qu'il peut porter, certains personnages en étant dépourvus (notamment les personnages de jeunes filles). Quant à l'amour, il est l'unique enjeu de la pièce.
Mais, un siècle avant Goldoni, un dramaturge vénitien du XVIe siècle, Angelo Beolco, dit Ruzzante, inventait une nouvelle forme de théâtre. Dario Fo, qui a une admiration sans bornes pour celui qu'il considère comme son « plus grand maître avec Molière », lui rendit un hommage appuyé dans le discours qu'il prononça à Stockholm, en 1997, pour la réception du Prix Nobel de littérature. Pour lui, Ruzzante est « un extraordinaire homme de théâtre de ma terre, peu connu ... même en Italie. Mais qui est sans aucun doute le plus grand auteur de théâtre que l'Europe ait connu pendant la Renaissance avant l'arrivée de Shakespeare. » Il insista sur la qualité du théâtre de Ruzzante, qu'il considère comme « le vrai père de la Commedia dell'arte, qui inventa un langage original, un langage de et pour le théâtre, basé sur une variété de langues : les dialectes de la Vallée du Pô, des expressions en latin, en espagnol, même en allemand, le tout mélangé avec des onomatopées de sa propre invention. »

## Les troupes
Le premier théâtre de cette époque est construit à l'Hôtel de Bourgogne par les Confrères de la Passion et de la Résurrection de Notre Seigneur Jésus-Christ en 1548, qui le louent à des troupes ambulantes tout en gardant les recettes. En 1624, Pierre Le Messier dit Bellerose parvient à installer sa propre troupe à l'Hôtel de Bourgogne, et en 1628, les comédiens du roi s'y installent. Alexandre Hardy et Valleran Le Conte y produisent plus de six cents pièces souvent d'influence espagnole et italienne.
En 1634, le Théâtre du Marais, concurrent de l'Hôtel de Bourgogne, accueille une troupe dirigée par Guillaume Desgilberts dit Mondory. Il accueille notamment la création du Cid de Pierre Corneille en 1637, la pièce trouve un grand succès auprès du public malgré un certain scandale : l'écriture ne respectant pas entièrement les règles classiques...
Le théâtre du Marais brûle en 1644 et sa reconstruction, fortement inspirée des théâtres italiens, permet le début de la mode des pièces à grand spectacle ou pièces à machines, dans lesquelles les mécanismes complexes des décors prennent le pas sur l'intrigue et l'écriture littéraire.

## Les œuvres
Le corpus théâtral renaissant est particulièrement hétérogène, et s'il comporte à peine une vingtaine de comédies régulières et à peine plus de tragédies, il est enrichi par de nombreuses pièces de genres variés et souvent transversaux, plus ou moins inspirées de l'antiquité.

### Une sélection d'œuvres significatives
- 1548 : Marguerite de Navarre, La Comédie de Mont-de-Marsan (spectacle comique)
- 1550 : Théodore de Bèze, Abraham sacrifiant (tragédie-mystère)
- 1552 : Étienne Jodelle, L'Eugène (comédie)
- 1553 : Étienne Jodelle, Cléopâtre captive (tragédie)
- 1556 : Jean de La Péruse, Médée (tragédie)
- 1558 : Jacques Grévin, La Trésorière (comédie)
- 1558 : Étienne Jodelle, Didon se sacrifiant (tragédie)
- 1560 : Jacques Grévin, Les Esbahis (comédie)
- 1561 : Jacques Grévin, César (tragédie)
- 1662 : Jean de la Taille, Les Corrivaus (comédie)
- 1563 : Rémy Belleau, La Reconnue (comédie)
- 1566 : Jean-Antoine de Baïf, Le Brave (comédie)
- 1568 : Robert Garnier, Porcie (tragédie)
- 1572 : Jean de La Taille, Saül le Furieux (tragédie)
- 1573 : Robert Garnier, Hippolyte (tragédie)
- 1574 : Robert Garnier, Cornélie (comédie)
- 1574 : Jean de La Taille, La Famine ou les Gabéonites (tragédie)
- 1578 : Robert Garnier, Marc-Antoine (tragédie)
- 1579 : Pierre de Larivey, Le Laquais, La Veuve, Les Esprits, Les Jaloux, Le Morfondu, Les Écoliers (6 comédies en publication)
- 1579 : Robert Garnier, La Troade (tragédie)
- 1580 : Robert Garnier, Antigone (tragédie)
- 1582 : Robert Garnier, Bradamante (tragi-comédie)
- 1583 : Robert Garnier, Les Juives (tragédie)
- 1584 : Odet de Turnèbe, Les Contents (comédie)
- 1596 : Antoine de Montchrestien, Sophonisbe (tragédie)
- 1601 : Antoine de Montchrestien, David, Aman, Les Lacènes, L'Écossaise (4 tragédies en publication)
- 1604 : Antoine de Montchrestien, Hector (tragédie)
- 1611 : Pierre de Larivey, La Constance, Le Fidèle, Les Tromperies (3 comédies en publication)

Un catalogue de ces pièces est disponible sur le site Théâtrales.